# 奥田駅 (富山県)
奥田駅（おくだえき）は、かつて富山県富山市大字奥田にあった日本国有鉄道富山港線（現在の富山地方鉄道富山港線）の駅（廃駅）である。

## 歴史

### 当初建設計画の挫折
1935年（昭和10年）1月末に完成した富岩運河は、東岩瀬港と富山駅北の船溜を水運によって連絡するものであったが、これに附随して富山県は船溜方面へ向う引込線を建設し、陸運による貨物輸送を可能にする計画を立てていた。この引込線の経路は1933年（昭和8年）3月に富山駅東側より北西方向に分岐し、富岩鉄道線と平面交叉して船溜へ向うものに決定して路盤整備が行われ、1935年（昭和10年）には富岩運河上流東側に綾羽紡績の工場が建設されることが決定したので、北陸本線より船溜を経由して同工場へ向う引込線も合せて建設が計画された。前者の富山駅東側より北西方向に分岐し、富岩鉄道線と平面交叉して船溜へ向う引込線は富山県が担当し、後者は富山市が担当する形で1935年（昭和10年）6月までに建設を行う予定であったが、富岩鉄道は一連の計画に対し、運河周辺が工場地帯となることで同社線における貨物輸送需要が減少することに危機感を抱いてこれに反撥し、富山県や富山市と対立した。富山県、富山市及び綾羽紡績は、富岩鉄道に対しその建設する引込線の経営を同社へ委任するという妥協的条件を示してこれに譲歩したが、富岩鉄道は応じず、綾羽紡績の工場建設も1936年（昭和11年）に至って中止となった。

### 問題の解決と開業

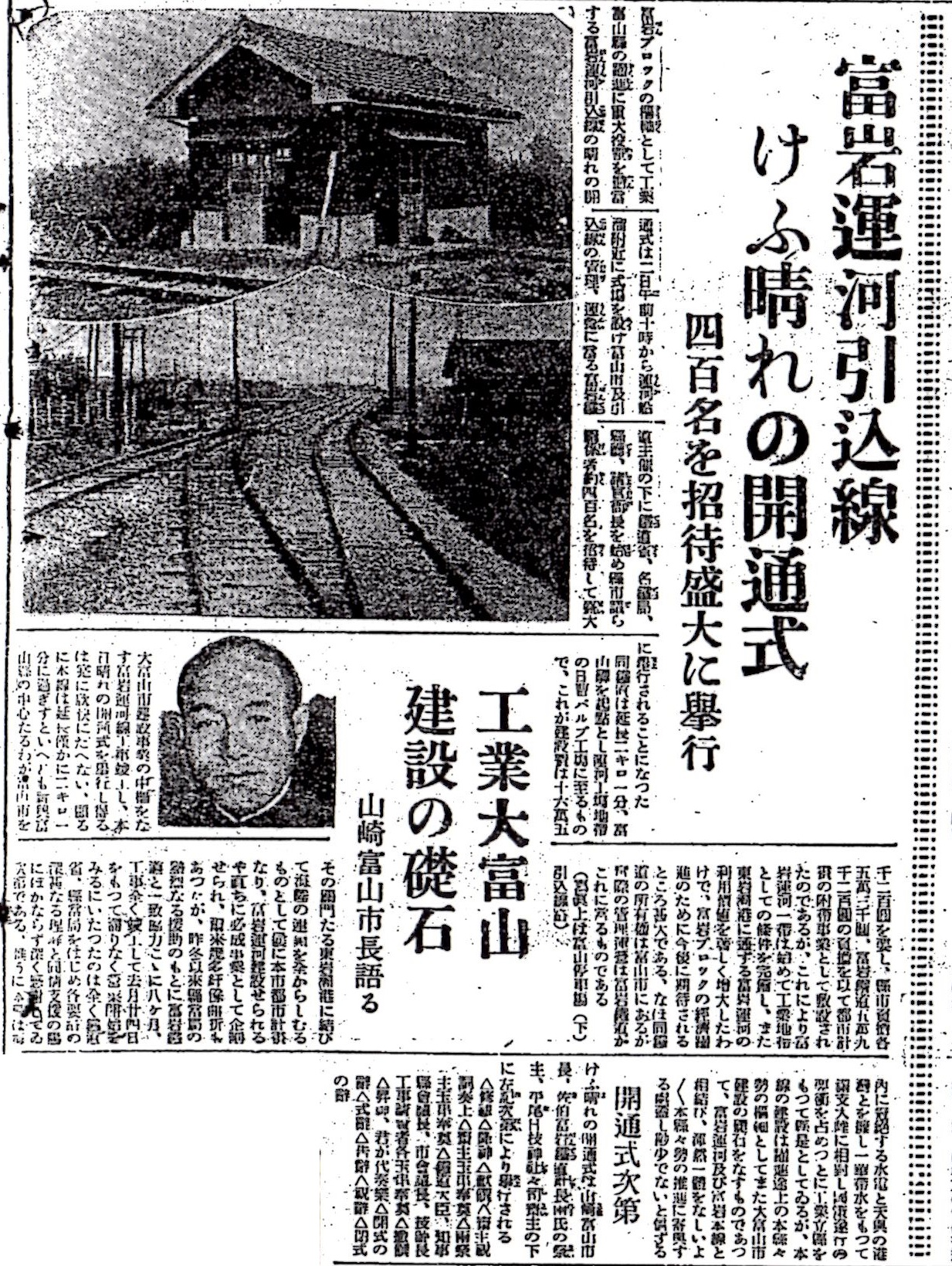
運河線開業を報ずる新聞

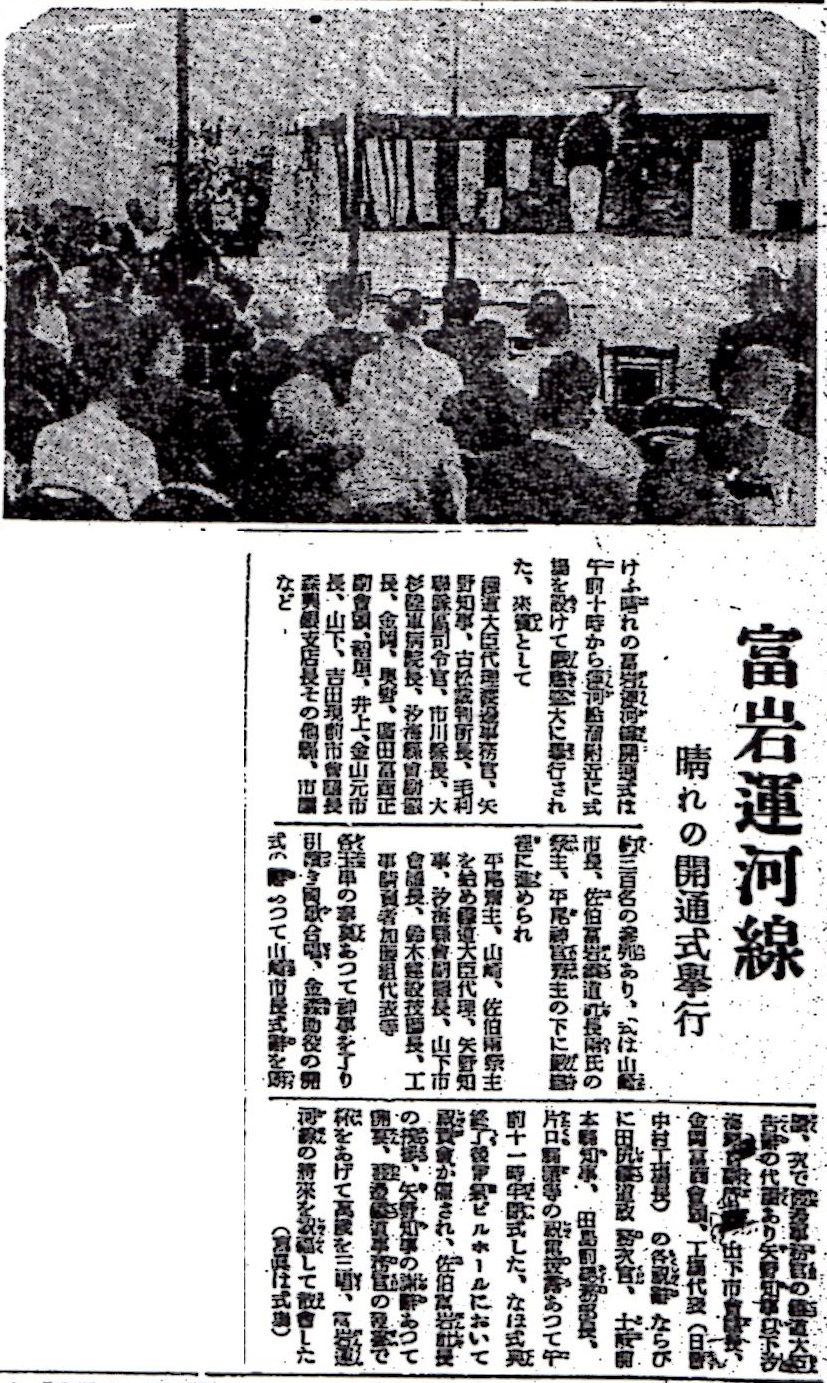
1938年（昭和13年）9月3日に行われた開通式

しかし、1937年（昭和12年）7月に入って富岩運河上流西岸に日本曹達人絹パルプの工場建設が開始すると、富山県と富山市は富岩鉄道線との交叉を要せざる経路に引込線計画を変更し、名古屋鉄道局に対してその許可申請を行った。富岩鉄道においても1937年（昭和12年）12月12日に富山電気鉄道社長であった佐伯宗義が同社社長に就任し、富山電気鉄道の傘下に入ると状況が一変し、佐伯は富山県及び富山市との共同出資で引込線を建設し、免許は富山市名義とするが、運営は富岩鉄道が行うという方針を示したので、一連の引込線建設問題は円満に解決することとなった。
かくて1938年（昭和13年）5月26日に富山 - 日曹工場前間の鉄道敷設免許が富山市に下付され、直ちにその建設に着手、同年8月24日より営業を開始した。これにより富岩鉄道は東岩瀬港及び富岩運河の貨物輸送を一手に引き受けることとなった。草卓人は東岩瀬港、富岩鉄道及び富岩運河の連絡ルートの完成は、「同地域の工業化過程における輸送面での、産業基盤形成の第一段階完了であった」と評価している。

### 電化の背景と国鉄移管
戦争が激化するにつれて富岩鉄道線における貨物輸送需要はますます増大していったが、その需要は既に富岩鉄道の限界を超えており、社線である関係上省線より運賃が高い点や省線との貨車連絡に手間をとる点等も沿線工場の不満の種となっていた。こうした同線の輸送能力の貧弱さによって1940年（昭和15年）8月に富山市議会は富岩鉄道の政府買収とその複線化を求める請願書を議決するなど、富岩鉄道線の政府買収を求める声が高まった。しかし、富山県一市街化を掲げて富岩鉄道を富山電気鉄道の傘下に収めた佐伯宗義はこれに反対し、その輸送力増強の一環として富山駅 - 日曹工場前駅間を1940年（昭和15年）11月に電化し、富岩鉄道線改良のために工費50万円を投資し、中滑川駅 - 岩瀬浜駅間の海岸線建設計画を掲げるなどの対応に努め、1941年（昭和16年）12月1日を以て富岩鉄道線を買収して富山電気鉄道富岩線とした。
しかし、戦時下の軍需によって東岩瀬港はそれまでの工業港ないし地方港の立場から、北海道、樺太、朝鮮及び満洲からの物資が輸送される大中継港に姿を変え、同港に接続する富岩線もまた国策輸送路の性格を強めていったので、結局1942年（昭和17年）12月22日の閣議を以て同線の政府買収が決定し、1943年（昭和18年）6月1日より国鉄富山港線となった。国鉄移管時に日曹工場前駅は奥田駅に改称された。1959年（昭和34年）11月2日に富山駅 - 当駅間の電気運転は休止され、1960年（昭和35年）12月24日に再び非電化路線となった。

### 国鉄合理化に伴う廃線
昭和40年代に入るとモータリゼーションによって富山港線における輸送量は貨客共に漸次減少していった。また、オイルショックや産業構造の変化に伴い、富山市北部工業地帯の工場は業種転換や撤退を余儀なくされる事例が相次いだ。このような情勢や国鉄の貨物輸送合理化方針によって1984年（昭和59年）2月1日に富山駅 - 当駅間における貨物運輸営業は廃止され、当駅は廃駅となった。

### 年表
- 1938年（昭和13年）
  - 5月26日 - 富山県、富山市及び富岩鉄道が共同出資し、富山市名義によって富山 - 日曹工場前間の鉄道敷設免許を受ける[5]。
  - 8月24日 - 富山市営鉄道富山駅 - 当駅間開通と同時に日曹工場前駅として富山市下新に開業し、貨物の取扱を開始する[6][16][17]。富岩鉄道は富山市より同区間の鉄道を借受する[6][16]。
- 1939年（昭和14年）3月11日 - 当駅 - 船溜駅間に木場町駅が開業する[16]。
- 1940年（昭和15年）11月 - 富山駅 - 当駅間を電化する[10]。
- 1941年（昭和16年）12月1日 - 富山電気鉄道が富岩鉄道を合併し、同社富岩線の駅となる[8][9]。
- 1943年（昭和18年）
  - 1月1日 - 富山電気鉄道が富山地方鉄道に社名を変更し、同社富岩線の駅となる[8][9]。
  - 6月1日 - 富山地方鉄道富岩線の国有化により、鉄道省（国鉄）富山港線の駅となり、奥田駅と改称する[11]。当駅においては車扱貨物に限り取扱を行う[11]。また、当駅 - 富山駅間の船溜駅及び木場町駅は廃止する[16]。
- 1948年（昭和23年）3月 - 駅舎を新築する[18]。
- 1959年（昭和34年）11月2日 - 富山駅 - 当駅間の電気運転を休止する[12]。
- 1960年（昭和35年）12月24日 - 富山駅 - 当駅間を非電化する[12]。
- 1984年（昭和59年）1月30日 - 富山港線富山駅 - 当駅間を廃止し、廃駅となる[15]。

## 貨物取扱

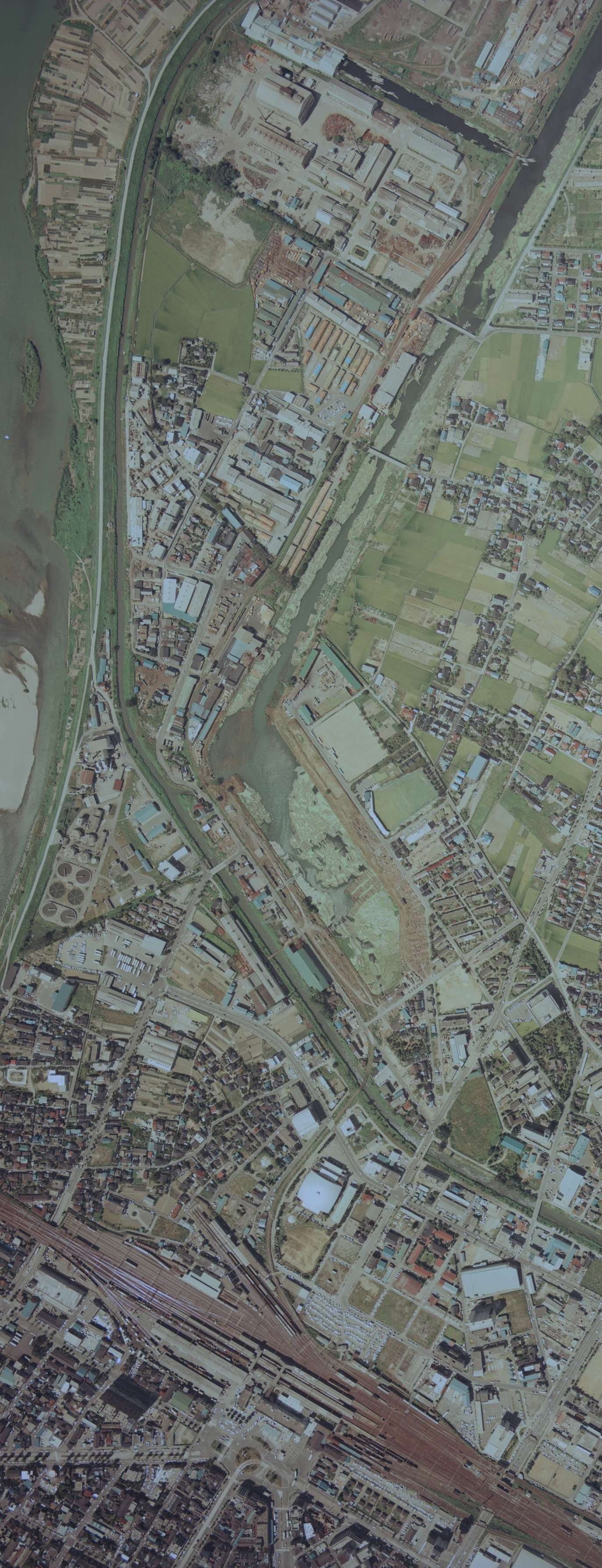
1975年（昭和50年）9月6日撮影の当駅周辺航空写真

1951年（昭和26年）12月15日付『鉄道公報』第732号通報「専用線一覧について（営業局）」別表によると、当駅接続の専用線は次の通りであった。
- 富山煉炭工業線（第三者使用：日本通運、動力：手押、作業粁程：0.1粁）
- 日曹製鋼線（第三者使用：日本通運及び富山通運、動力：私有機関車、作業粁程：0.5粁）
- 興国人絹パルプ線（第三者使用：日本通運、富山港湾運送及び富山通運、動力：国鉄機関車及び手押、作業粁程：0.7粁（製品線）・1.3粁（木材線））
- 日本発送電線（動力：手押、作業粁程：0.8粁）
- 富山県官材作業林産組合線（第三者使用：日本通運及び富山通運、動力：国鉄機関車、作業粁程：0.2粁、備考：富山駅 - 奥田駅間において途中分岐する。）

1953年（昭和28年）10月10日付『鉄道公報』第1254号通報専用線一覧別表掲載中、当駅接続の専用線は次の通りであった。
- 富山煉炭工業線（第三者使用：日本通運、動力：手押、作業粁程：0.1粁）
- 日曹製鋼線（第三者使用：日本通運及び富山通運、動力：私有機関車、作業粁程：0.7粁）
- 興国人絹パルプ線（第三者使用：日本通運、富山港湾運送及び富山通運、動力：国鉄機関車及び手押、作業粁程：0.7粁（製品線）・1.3粁（木材線））
- 北陸電力線（動力：国鉄機関車及び手押、作業粁程：0.8粁）
- 富山県官材作業林産組合線（第三者使用：日本通運及び富山通運、動力：国鉄機関車、作業粁程：0.2粁、備考：富山駅 - 奥田駅間において途中分岐する。）

1970年（昭和45年）10月1日現在における当駅接続の専用線は以下の通りであった。
- 橋本産業線（通運事業者等：日本通運、動力：手押、作業粁程：0.1粁、総延長粁程：0.1粁）
- 大平洋金属線（真荷主：興人、通運事業者等：日本通運及び富山通運、動力：日本通運所有機関車、作業粁程：0.8粁、総延長粁程：1.1粁）
- 興人線（真荷主：興人石綿工業及び興人建材工業、通運事業者等：日本通運、富山港湾運送及び富山通運、動力：富山港湾運送所有機関車及び移動機関車、作業粁程：0.7粁（製品線）・1.6粁（材木線）・0.8粁（火力線）、総延長粁程：3.6粁）
- 富山県木材倉庫協同組合線（通運事業者等：日本通運及び富山通運、動力：国鉄機関車、作業粁程：0.1粁、総延長粁程：0.1粁、備考：富山駅 - 奥田駅間において途中分岐する。）
- 小池木材線（通運事業者等：日本通運、動力：国鉄機関車、作業粁程：0.1粁、総延長粁程：0.2粁、備考：富山駅 - 奥田駅間において途中分岐する。）
- 蔵島木材線（通運事業者等：日本通運、動力：国鉄機関車、作業粁程：0.1粁、総延長粁程：0.2粁）
- 日本通運線（動力：私有機関車、作業粁程：0.1粁、総延長粁程：0.1粁）
- 十全化学線（通運事業者等：日本通運、動力：日本通運所有機関車、作業粁程：0.1粁、総延長粁程：0.1粁）
- 富山製紙線（通運事業者等：日本通運、動力：国鉄機関車、作業粁程：0.1粁、総延長粁程：0.1粁）

1983年（昭和58年）4月1日現在における当駅接続の専用線は以下の通りであった。
- 橋本産業線（通運事業者等：日本通運、動力：手押、作業粁程：0.1粁、総延長粁程：0.1粁）
- 大平洋金属線（通運事業者等：日本通運及び富山通運、動力：日本通運所有機関車、作業粁程：0.5粁、総延長粁程：0.4粁）
- 富山県木材倉庫協同組合線（通運事業者等：日本通運及び富山通運、動力：国鉄機関車、作業粁程：0.1粁、総延長粁程：0.1粁、備考：富山駅 - 奥田駅間において途中分岐する。使用休止中。）
- 小池木材線（通運事業者等：日本通運、動力：国鉄機関車、作業粁程：0.1粁、総延長粁程：0.2粁、備考：富山駅 - 奥田駅間において途中分岐する。使用休止中。）
- 富山中央木材線（通運事業者等：日本通運、動力：国鉄機関車、作業粁程：0.1粁、総延長粁程：0.2粁、備考：使用休止中。）
- 日本通運線（動力：私有機関車、作業粁程：0.1粁、総延長粁程：0.1粁）
- 十全化学線（通運事業者等：日本通運、動力：日本通運所有機関車、作業粁程：0.1粁、総延長粁程：0.1粁）
- 富山製紙線（通運事業者等：日本通運、動力：国鉄機関車、作業粁程：0.1粁、総延長粁程：0.1粁）

## 廃止後の状況
富山駅 - 奥田駅間の線路の設備は廃止後に撤去され、船溜駅周辺の運河沿いの廃線跡は富岩運河環水公園として整備されるなどして旧状を留めていない。ただし、当駅西側において操業中の工場内においてはわずかに線路が残存しているという。

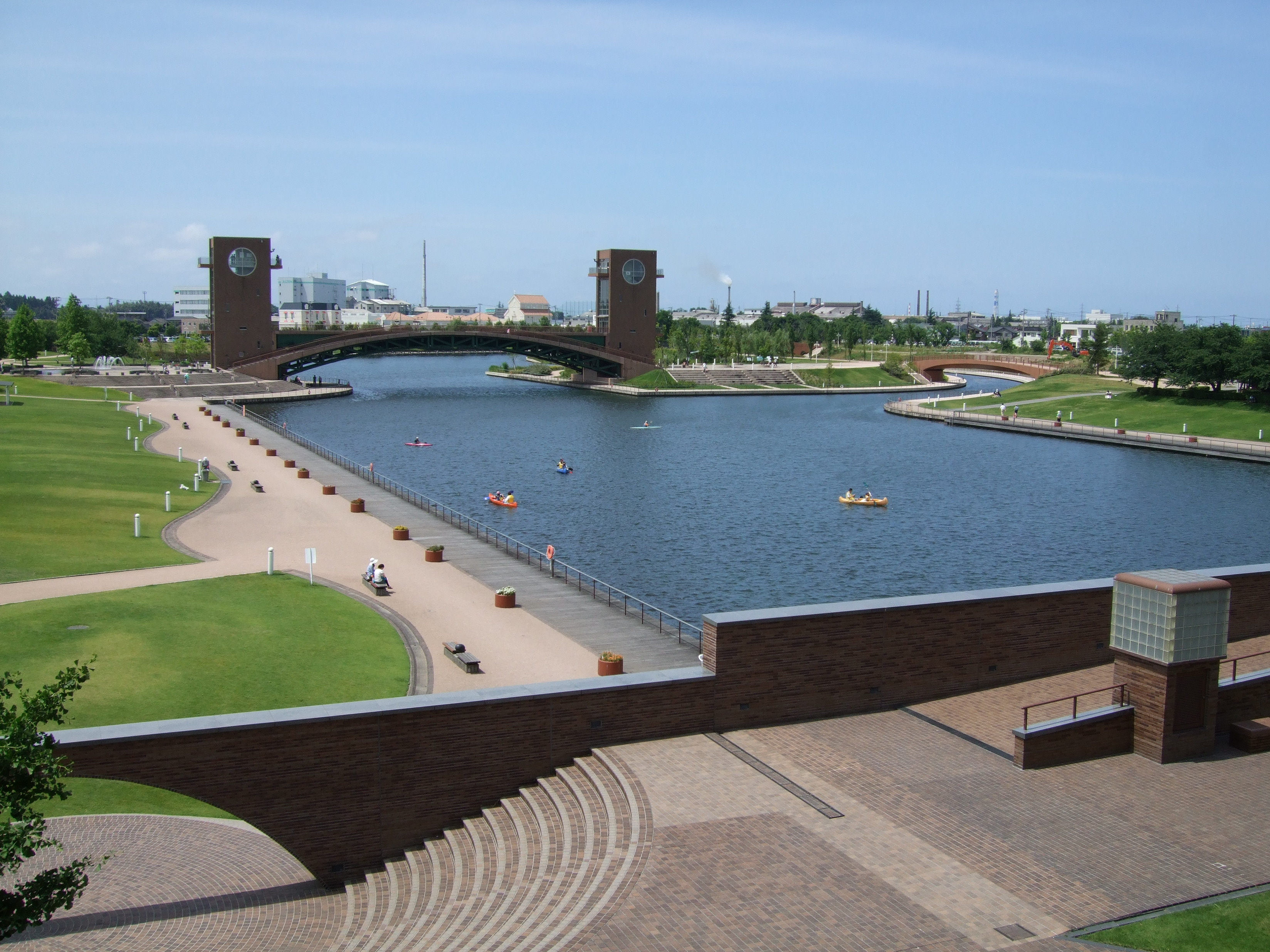
船溜駅跡（富岩運河環水公園）
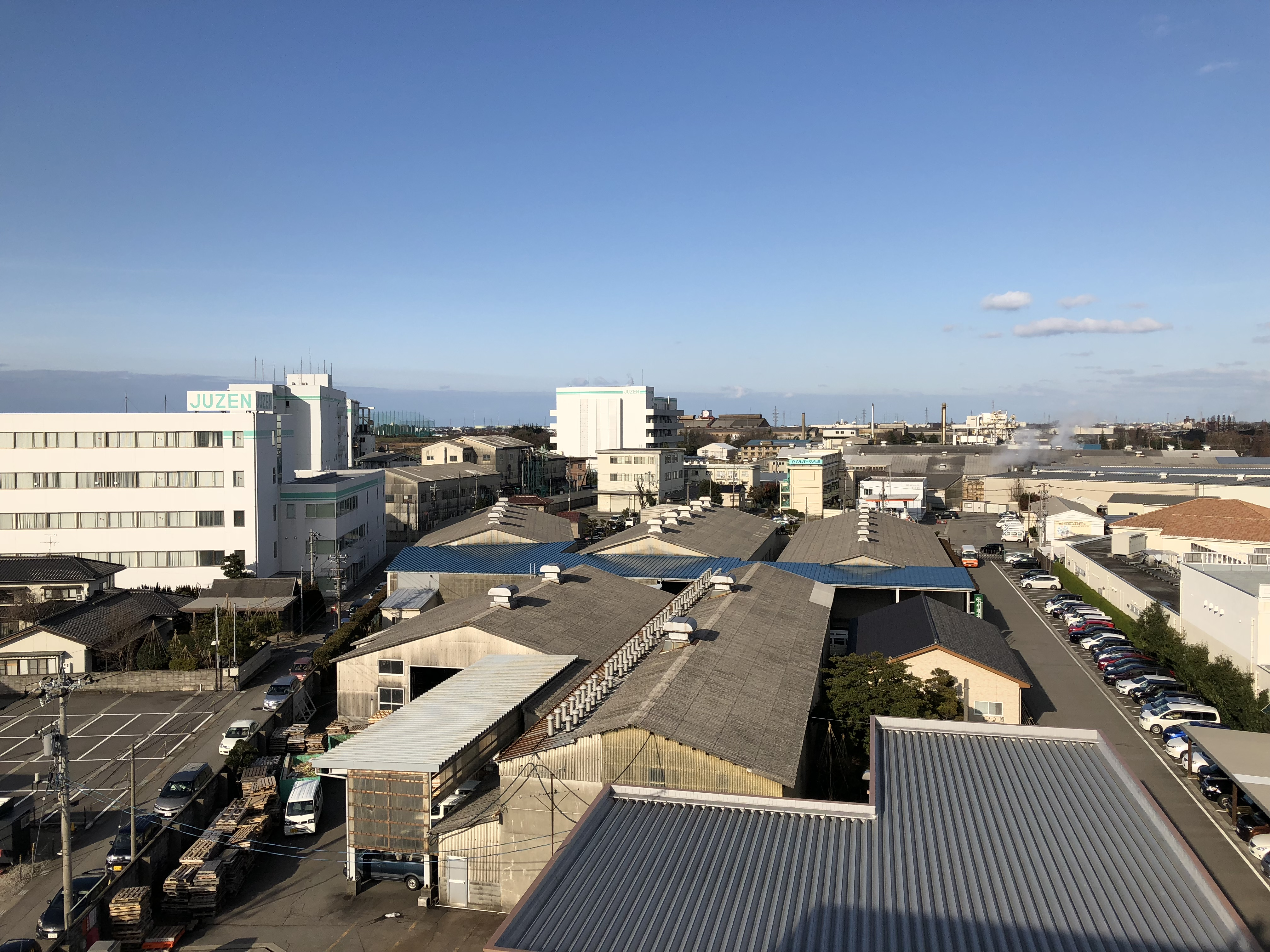
富岩運河西岸の工業地帯（富山市木場町）
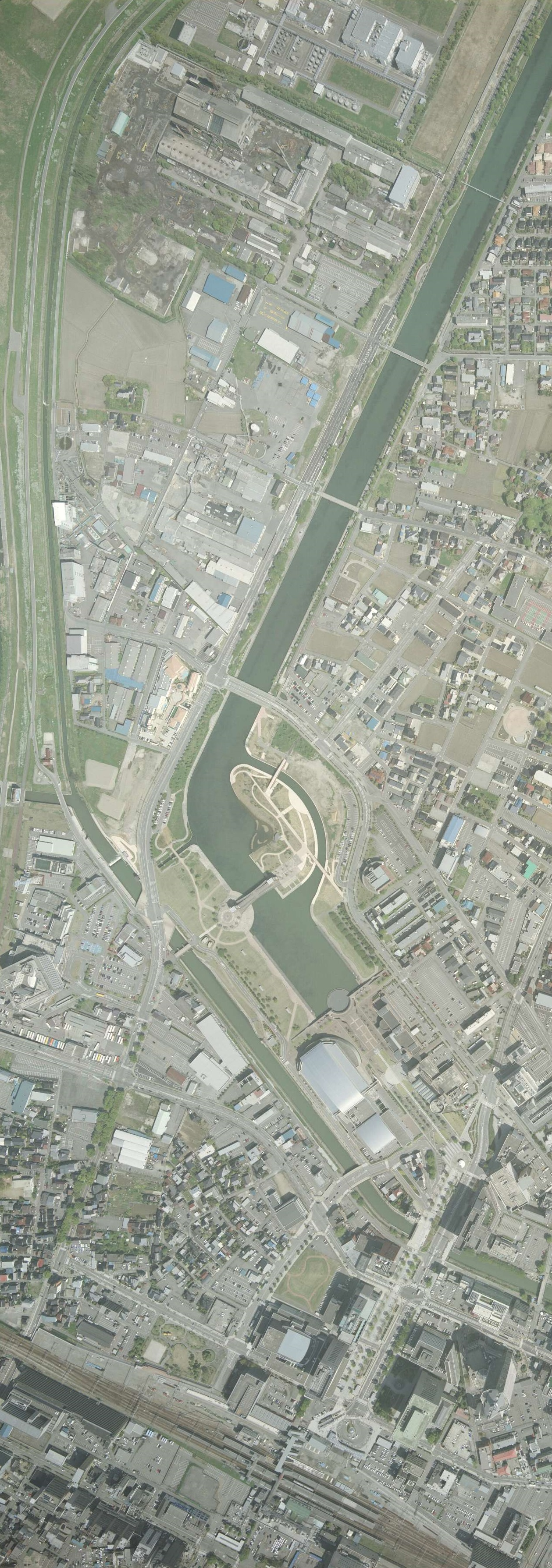
2007年（平成19年）4月29日撮影の当駅周辺航空写真

## 脚註
1. ↑  富山県編、『富山県史 年表』（318頁）、1987年（昭和62年）3月、富山県
2. ↑  「ありがとう富山港線、こんにちはポートラム」編集委員会編、『ありがとう富山港線、こんにちはポートラム』（41頁）、2006年（平成18年）5月、TC出版
3. 1 2  草卓人編、『鉄道の記憶』（500頁）、2006年（平成18年）2月、桂書房
4. 1 2 3 4 5 6 7  草卓人編、『鉄道の記憶』（501頁）、2006年（平成18年）2月、桂書房
5. 1 2 3  富山地方鉄道株式会社編、『富山地方鉄道五十年史』（155頁） 、1983年（昭和58年）3月、富山地方鉄道株式会社
6. 1 2 3  『官報』（1010頁）、1938年（昭和13年）8月27日、内閣印刷局
7. 1 2 3  草卓人編、『鉄道の記憶』（501及び502頁）、2006年（平成18年）2月、桂書房
8. 1 2 3  「ありがとう富山港線、こんにちはポートラム」編集委員会編、『ありがとう富山港線、こんにちはポートラム』（72頁）、2006年（平成18年）5月、TC出版
9. 1 2 3  今尾恵介監修、『日本鉄道旅行地図帳 全線・全駅・全廃線 6号』（35頁）、2008年（平成20年）10月、新潮社
10. 1 2 3  草卓人編、『鉄道の記憶』（503及び504頁）、2006年（平成18年）2月、桂書房
11. 1 2 3 4  昭和18年鉄道省告示第119号（『官報』、1943年（昭和18年）5月25日、大蔵省印刷局）
12. 1 2 3  相賀徹夫、『全線全駅鉄道の旅7 北陸・山陰JR私鉄2300キロ』（206頁）、1991年（平成3年）5月、小学館
13. 1 2  「ありがとう富山港線、こんにちはポートラム」編集委員会編、『ありがとう富山港線、こんにちはポートラム』（52頁）、2006年（平成18年）5月、TC出版
14. ↑  「ありがとう富山港線、こんにちはポートラム」編集委員会編、『ありがとう富山港線、こんにちはポートラム』（52頁）、2006年（平成18年）5月、TC出版
15. 1 2  昭和59年日本国有鉄道公示第172号（『官報』、1984年（昭和59年）1月30日、大蔵省印刷局）
16. 1 2 3 4  石野哲 編『停車場変遷大事典 国鉄・JR編』 II（初版）、JTB、1998年10月1日、163頁。ISBN 978-4-533-02980-6。
17. ↑  土居靖範、「JR富山港線のLRT転換と課題(上)」、『立命館経営学』第43巻6号所収、2005年（平成17年）3月、立命館大学
18. ↑  金沢鉄道管理局編、『北陸線のあゆみ』（8頁）、1969年（昭和44年）10月、金沢鉄道管理局
19. ↑  名取紀之・瀧澤隆久編、『トワイライトゾ～ン・マニュアル8』（『レイル・マガジン』第16巻15号）、1999年（平成11年）11月、ネコ・パブリッシング
20. ↑  名取紀之・瀧澤隆久編、『RM POCKET 11 トワイライトゾ～ン・マニュアルⅣ』、1995年（平成7年）10月、ネコ・パブリッシング
21. ↑  日本国有鉄道貨物局編、『専用線一覧表 昭和45年10月1日』（213及び214頁）、1970年（昭和45年）、日本国有鉄道貨物局
22. ↑  名取紀之編、『トワイライトゾ～ン・マニュアル6』（『Rail Magazine』別巻）第14巻第17号、1997年（平成9年）10月、ネコ・パブリッシング
23. 1 2  草卓人、『富山廃線紀行』（37頁）、2008年（平成20年）8月、桂書房